# Ernst Landschbauer
Ernst Landschbauer, avstrijski likovni pedagog, * ?.

## Odlikovanja in nagrade
Leta 1995 je prejel častni znak svobode Republike Slovenije z naslednjo utemeljitvijo: »za osebni prispevek v dobro Republiki Sloveniji v času agresije in zasluge pri razvijanju dobrososedskih odnosov med obmejnimi občinami Republike Avstrije in Republike Slovenije«.